# Жер (Верхние Пиренеи)
Жер (фр. Ger, окс. Gèr) — коммуна во Франции, находится в регионе Юг — Пиренеи. Департамент — Верхние Пиренеи. Входит в состав кантона Лурд-Эст. Округ коммуны — Аржелес-Газост.
Код INSEE коммуны — 65197.

## География
Коммуна расположена приблизительно в 670 км к югу от Парижа, в 135 км юго-западнее Тулузы, в 22 км к юго-западу от Тарба.
Коммуна расположена в долине Кастеллубон. По территории коммуны протекает река Гав-де-По.

## Климат
Климат умеренно-океанический с солнечной тёплой погодой и обильными осадками на протяжении практически всего года.

## Население
Население коммуны на 2010 год составляло 173 человека.
| 1962 | 1968 | 1975 | 1982 | 1990 | 1999 | 2010 |
| ---- | ---- | ---- | ---- | ---- | ---- | ---- |
| 113  | 117  | 125  | 130  | 118  | 128  | 173  |

## Администрация
| Период | Период | Фамилия      | Партия       | Примечания |
| ------ | ------ | ------------ | ------------ | ---------- |
| 1974   | 2020   | Жозеф Фуркад | беспартийный |            |

## Экономика
В 2010 году среди 120 человек трудоспособного возраста (15-64 лет) 76 были экономически активными, 44 — неактивными (показатель активности — 63,3 %, в 1999 году было 82,8 %). Из 76 активных жителей работали 68 человек (36 мужчин и 32 женщины), безработных было 8 (5 мужчин и 3 женщины). Среди 44 неактивных 17 человек были учениками или студентами, 20 — пенсионерами, 7 были неактивными по другим причинам.

## Достопримечательности
- Церковь Св. Эгидия (1864 год)
- Замок Кастера

## Фотогалерея

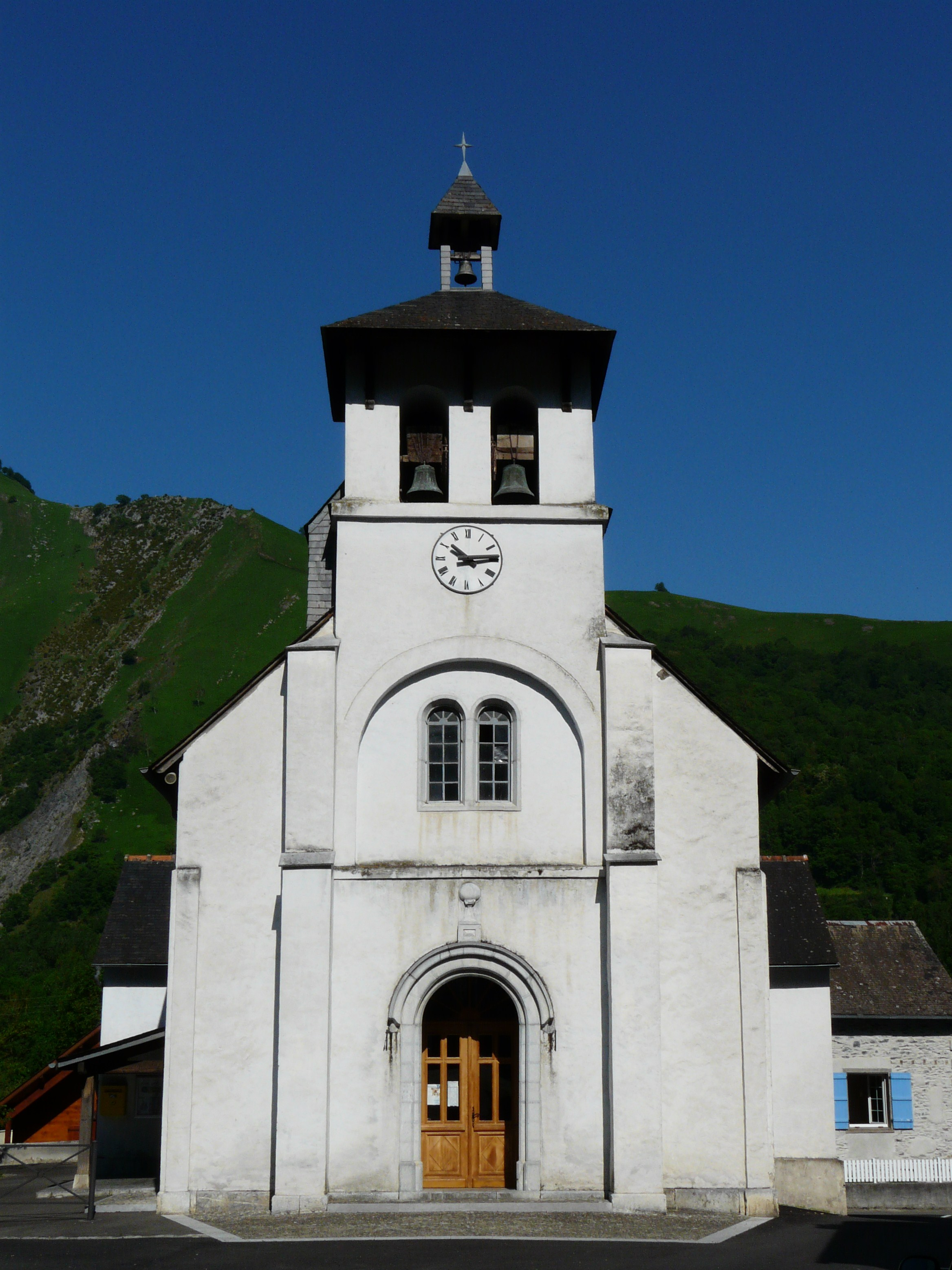
Церковь Св. Эгидия
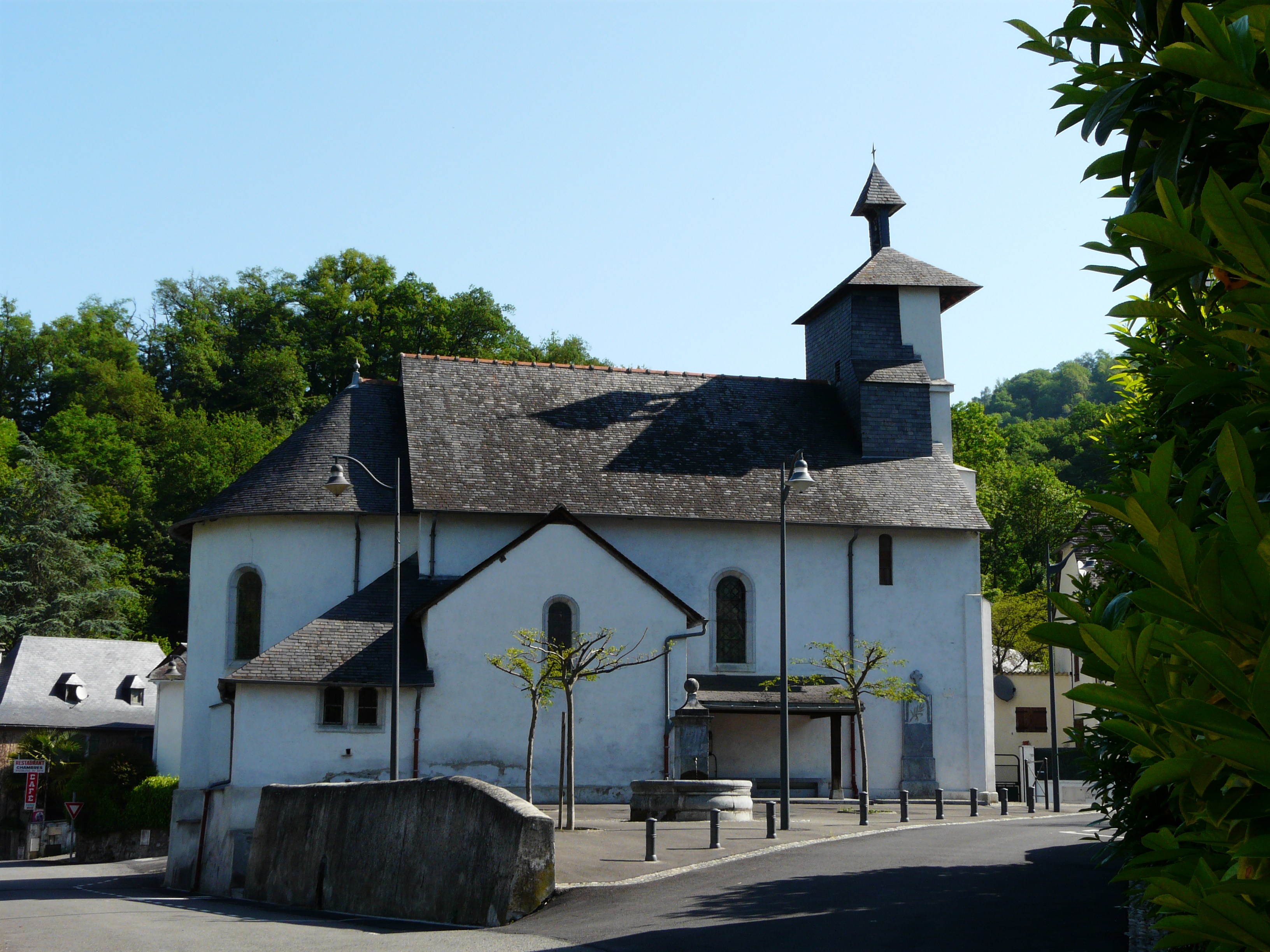
Церковь Св. Эгидия
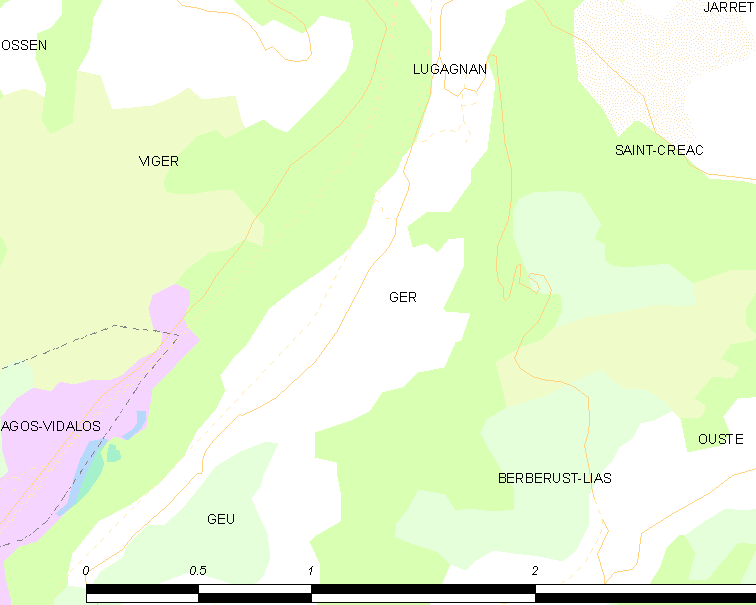
Карта коммуны